# Transavia
Transavia este o companie din Alba Iulia, cu capital 100% românesc, unul dintre cele mai reputate businessuri de familie românești, cu o cifră de afaceri la finele anului 2022 de peste 991 de milioane de lei. Obiectul său de activitate este creșterea puilor și procesarea cărnii de pasăre. Cu o experiență de peste 33 de ani, Transavia este liderul local al industriei de carne de pui. operând sustenabil cu un model de business integrat vertical.

## Despre
Compania a fost înființată în anul 1991 de Dr. Ing. Ioan Popa. În prezent (2021), Transavia are aproximativ 2401 de angajați, peste 400 hale în 29 ferme de creștere a pasărilor și peste 10.000 ha cultivate cu cereale pentru consumul propriu al păsărilor, o fabrică de nutrețuri combinate, 3 abatoare performante de ultimă generație și o fabrică de procesare a cărnii. Fermele Transavia sunt amplasate în 8 județe din România: Alba, Cluj, Sibiu, Brașov, Timiș, Mureș, Harghita și Caraș Severin. Transavia produce anual peste 100.000 de tone de carne de pui.
Produsele companiei se ridică la cele mai înalte standarde de calitate și sunt prezente în majoritatea lanțurilor de retail modern. 25% la sută din producția anuală a companiei ajunge pe piața de export, în mai multe țări europene (Marea Britanie, Irlanda, Franța, Olanda, Ungaria, Grecia, Slovacia, Bulgaria, Spania, Croația, Republica Cehă, Italia) și pe continentul african.
Transavia, lider de piață în topul preferințelor consumatorilor prin excelența produselor care sunt realizate respectând cele mai înalte standarde de calitate și siguranță alimentară, deține mărcile Fragedo,  Papane, Vin Prietenii la Tine, Durdulan, Bravis, CumSeCade. În 2023, potrivit Brand Finance Romania, valoarea cumulată a portofoliului de mărci Transavia a depășit 103 milioane euro, în creștere cu 10% față de anul anterior.
Transavia contribuie direct la consolidarea industriei alimentare din România, fiind principalul jucător pe piață, cu investiții constante în tehnologie, modernizare, extinderea capacităților de producție și creare de locuri de muncă, cu impact direct în economia națională, exportând preparate în peste 17 țări din Uniunea Europeană.
Transavia este Furnizor al Casei Regale din 18.10.2006, un semn de recunoaștere și de apreciere a calității deosebite a produselor sale. Acordarea Calității de Furnizor implică un înalt standard al produselor și serviciilor, constanță, seriozitate și înalt profesionalism din partea companiei comerciale sau a persoanei furnizor.
Compania a preluat, în septembrie 2007, pachetul majoritar (70%) de la firma Avicola Brașov, pentru suma de 4 milioane euro. Tot în 2007, compania a achiziționat și Cerealcom Alba Iulia. Conform Raportului de Sustenabilitate pentru anul 2022, Începând cu data de 01.07.2022, a fost absorbită, în urma unui proces de fuziune, de către S.C. TRANSAVIA S.A. În urma fuziunii, întreaga activitate a societății S.C. AVICOLA BRAȘOV S.A. a fost preluată de S.C. TRANSAVIA S.A., care se subrogă de drept, în totalitate, drepturilor și obligațiilor societății S.C. AVICOLA BRAȘOV S.A. (care a fost radiată din Registrul Comerțului, cu aceeași dată).
În 2022, compania a inițiat cea mai mare investiție în energie verde, investind aproximativ 35 de milioane de euro din fonduri proprii, în energie regenerabilă până la finele lui 2023, cu scopul ca până la finele anului viitor să producă 80%-100% din energia de care are nevoie.
TRANSAVIA este singurul producător de carne de pui care a publicat în mod voluntar Raportul de Sustenabilitate, din 2019. De asemenea, este prima companie din România co-semnatară a Codului Conduită al UE cu privire la practicile responsabile comerciale și de marketing în sectorul alimentar.

## Informații financiare[13]
| Ani  | Venituri  | Cheltuieli | Profit    | Inventar  | Rezerve | Creanțe   | Datorii   | Banca și numerar | Angajați |
| ---- | --------- | ---------- | --------- | --------- | ------- | --------- | --------- | ---------------- | -------- |
| 2021 | 855107863 | 735399075  | 119763862 | 152818171 | 0       | 102070026 | 111370146 | 19431351         | 1689     |
| 2020 | 722672194 | 642432458  | 80181870  | 171304154 | 0       | 68846266  | 99705560  | 4016354          | 1623     |
| 2019 | 708012765 | 598012227  | 109808434 | 126798194 | 0       | 69807922  | 98371038  | 13219318         | 1621     |
| 2018 | 672570036 | 570938046  | 103176001 | 121292290 | 0       | 44055584  | 117902605 | 741786           | 1535     |
| 2017 | 589737318 | 524249509  | 66188237  | 95172993  | 0       | 46123347  | 125885534 | 1175069          | 1554     |
| 2016 | 550219355 | 487918366  | 62273979  | 92768044  | 0       | 36822651  | 101072294 | 1015992          | 1388     |

### Parteneriate
În 2021, în urma parteneriatului cu McDonald's Romania, Transavia participă la dezvoltarea rețetei noului produs Supreme Chicken Tenders, realizate din bucăți întregi de 100% piept de pui din gama Fragedo. În perioada de vară, un alt produs dezvoltat în urma acestui parteneriat este disponibil, în ediție limitată, pentru consumatorii români: Chicken Magnifique care conține o felie de 100% piept de pui din gama Fragedo de la Transavia, cu un pane din mix de semințe, acoperită de două felii de brânză de capră, peste care se adaugă rucola și ceapă prăjită.